# Отделение теоретической и прикладной лингвистики филологического факультета МГУ
Отделе́ние теорети́ческой и прикладно́й лингви́стики (ОТиПЛ) создано на филологическом факультете МГУ в 1960 году; название для нового отделения было предложено В. А. Успенским. С сентября 1962 по март 1992 года называлось Отделением структурной и прикладной лингвистики (ОСиПЛ). В связи с изменением номенклатуры вузовских специальностей c 2011 года слово «теоретической» в названии отделения было заменено на «фундаментальной».
В 1962—1982 годах подчинено кафедре структурной и прикладной лингвистики, в 1982—1988 годах — кафедре общего, сравнительно-исторического и прикладного языкознания (в период фактической ликвидации кафедры СиПЛ), в 1988—1992 годах — кафедре прикладного языкознания, с 1992 года — кафедре теоретической и прикладной лингвистики.
Основные направления научной и учебной деятельности: теоретическое языкознание, лингвистическая типология, описание языков (полевая лингвистика), различные области прикладной лингвистики. Преподаётся высшая математика.

## История
Первый заведующий кафедрой — д.фил.н. В. А. Звегинцев (1962—1982), вторым заведующим был член-корр. РАН А. Е. Кибрик (1992—2012). В 2013 году в должности заведующего был утверждён выпускник и один из основных преподавателей отделения, акад. В. А. Плунгян. Весной 2017 года новым заведующим кафедрой стал также выпускник и преподаватель отделения, д.фил.н. С. Г. Татевосов.
В истории гуманитарной науки в СССР Отделение сыграло исключительно важную роль, так как было одним из немногих относительно успешных опытов создания автономного научного сообщества, более или менее свободного от давления официальной идеологии и ориентирующегося на свободный поиск научной истины и освоение достижений мировой науки.
Отделение было создано по инициативе математиков (прежде всего В. А. Успенского) и при поддержке А. Н. Колмогорова с учётом опыта действовавшего несколько лет до этого на филологическом факультете МГУ семинара «Некоторые применения математических методов в языкознании» (активными участниками семинара были В. А. Успенский, Вяч. Вс. Иванов, П. С. Кузнецов, А. А. Зализняк и др.). Именно с этого семинара начались попытки освободить советскую лингвистику от отставания и изоляции, в которую она попала после катастрофического периода насильственного господства марризма, а потом насильственного же его ниспровержения (при этом отказ от находившегося вне рамок науки учения Марра отнюдь не означал признания советскими идеологами «буржуазных» теорий языка, в том числе структурализма, господствовавшего тогда на Западе). Огромную роль в успехе этого процесса сыграли теоретическое видение, интеллектуальная честность и смелость В. А. Звегинцева, который практически единолично вернул семантику в советскую лингвистику и популяризовал структурные теории в серии переводов «Новое в лингвистике».
Эмансипации лингвистики способствовал также интерес к прикладным задачам, связанным с автоматической обработкой текста и машинным переводом: предполагалось, что для решения этих задач язык должен быть описан «точными методами» и созданы «формальные модели» языка, а эта задача не может быть решена без тесного сотрудничества лингвистов и математиков. Реализация этой программы на практике означала не только организационное обособление теоретической лингвистики от традиционной филологии, но и относительную административную свободу лингвистических исследований от догматизма блюстителей идейной чистоты «марксистско-ленинской» науки, бывшего особенно агрессивным в гуманитарной сфере. Основателям Отделения удалось воспользоваться известным либерализмом хрущёвской «оттепели» и традиционным пиететом властей перед точными науками.
Несмотря на то, что Отделению приходилось постоянно бороться с обвинениями в «пропаганде буржуазной лингвистики» и в целом его деятельность на филологическом факультете МГУ проходила под знаком конфронтации, оно смогло просуществовать более 20 лет, накапливая опыт, совершенствуя программу обучения и развиваясь всё более успешно. В 1982 году, однако, кафедра теоретической и прикладной лингвистики всё же была ликвидирована по инициативе руководства филологического факультета и с одобрения ректора МГУ А. А. Логунова. Этому предшествовал целый ряд скандальных эпизодов, связанных с обвинениями отдельных преподавателей и студентов Отделения в участии в диссидентском движении и других проявлениях «неблагонадёжности». После ликвидации кафедры для многих преподавателей и аспирантов продолжение профессиональной деятельности в МГУ оказалось по разным причинам невозможным, но часть старого состава кафедры пыталась проводить прежние принципы в иных организационных формах, несмотря на ещё более возросшие трудности.
Восстановление прежней деятельности кафедры произошло в изменившихся политических условиях в 1989 году (и. о. заведующего Ю. Н. Марчук), и с тех пор Отделение продолжает успешно функционировать, сохраняя и развивая традиции первого, «романтического» этапа своего существования.
В 1991 году по инициативе выпускника ОСиПЛ А. Н. Барулина был создан Факультет теоретической и прикладной лингвистики (ФТиПЛ) Российского государственного гуманитарного университета, взявший за образец программу и традиции ОТиПЛ МГУ. После упразднения ФТиПЛ, на его основе был создан Институт лингвистики РГГУ, также под руководством выпускников ОСиПЛ М. А. Кронгауза (2000—2013) и Н. Р. Сумбатовой (2013—2016).
Как в 1990-е годы, так и позднее лингвистические учреждения РГГУ и МГУ тесно взаимодействуют. В частности, лингвистические олимпиады для школьников проводятся ими совместно, а многие преподаватели читают лингвистические курсы как в МГУ (на ОТиПЛ), так и в РГГУ (на ФТиПЛ, а после 2000 года — в ИЛ).
В разное время на отделении преподавали Н. И. Жинкин, А. Р. Лурия, В. А. Успенский, П. С. Кузнецов, С. К. Шаумян, Н. Д. Арутюнова, Т. В. Булыгина, Л. В. Златоустова, А. И. Кузнецова, Ю. Д. Апресян, А. А. Зализняк, А. Б. Долгопольский, Ю. А. Шрейдер, У. Л. Чейф, Ю. А. Шиханович, Г. Е. Крейдлин, Л. Д. Беклемишев, Ю. И. Манин, М. Р. Пентус, С. В. Кодзасов, О. Ф. Кривнова, Б. Ю. Городецкий, В. В. Раскин, В. М. Алпатов, А. К. Поливанова, С. И. Гиндин, В. И. Беликов, С. А. Старостин, М. Л. Гаспаров, Б. Парти, Н. Н. Леонтьева, С. А. Крылов, Я. Г. Тестелец, Ю. С. Степанов, Т. М. Николаева, Н. И. Лепская, И. М. Кобозева, А. Я. Шайкевич, З. М. Шаляпина, В. И. Подлесская, С. А. Бурлак, А. Н. Баранов, Ю. А. Бахтурин и другие известные лингвисты, филологи и математики.

## Программа
Программа Отделения (которая в основных чертах не менялась с момента его основания) предусматривает преподавание математических дисциплин в течение всех пяти лет обучения (математическая логика, теория вероятностей и статистика и ряд других) и углублённое изучение не менее двух живых иностранных языков (но не редкостью были и студенты, изучавшие три или даже четыре языка: помимо основных романских и германских языков в этот набор могли входить в разные годы японский, китайский, венгерский, финский и др.); кроме того, преподаются латынь, старославянский и древнерусский языки. Но центральным компонентом лингвистического образования на Отделении являются два курса: «Теория языка» и «Современный русский язык». Оба эти курса продолжаются по четыре семестра и состоят из разделов общей (соотв., русской) фонетики, морфологии, синтаксиса и семантики. В рамках этих курсов студентов знакомят с большим числом современных теоретических концепций с привлечением максимально разнообразного языкового материала. Кроме того, обязательным для студентов старших курсов является предмет «История лингвистических учений», который долгое время читал сам В. А. Звегинцев; студентам сообщаются также основы психолингвистики, социолингвистики, семиотики и прикладной лингвистики, базовые сведения о языках мира и о проблематике генетической, типологической и ареальной классификации языков.
В период создания Отделения подобного углублённого изучения основ лингвистической теории не было ни в одном высшем учебном заведении СССР (да и в других странах оно было редкостью): лингвистическое образование студентов большинства филологических факультетов обычно ограничивалось лишь кратким курсом «введения в языкознание», за немногими исключениями читавшимся по устаревшим учебникам и в догматической манере. В 1966—68 годах В. А. Звегинцев поручил выпускникам отделения и аспирантам кафедры Б. Ю. Городецкому и В. В. Раскину переработать лингвистическую программу отделения, и важнейшим результатом была организация систематического введения в лингвистику из 4-х семестров, в результате которого один из семестров получил А. А. Зализняк. В. А. Звегинцев сумел добиться утверждения этой новой программы Министерством высшего образования СССР, и такие отделения открылись в других ведущих вузах страны.
Особую роль на Отделении всегда играли спецкурсы и спецсеминары, к которым привлекались не только штатные, но и приглашённые преподаватели. В рамках этих факультативных курсов обсуждаются самые разные проблемы современной лингвистики, от детской речи до теории стихосложения; большинство курсов читаются действующими исследователями, которые делятся результатами своей текущей научной работы и активно вовлекают в такую работу студентов. Особенно глубокий след в памяти многих выпускников Отделения оставили лингвистические спецкурсы А. А. Зализняка, в течение многих лет знакомившего студентов с основами грамматического строя ряда важных для лингвиста-теоретика древних и современных языков (санскрита, древнеперсидского, готского, древнеисландского, литовского, классического арабского, венгерского). В последние годы своей жизни А. А. Зализняк работал над возобновлением некоторых из этих курсов.

## Достижения Отделения
За первые 22 года существования Отделения его преподавателями был внесён существенный вклад в развитие лингвистических исследований в СССР и подготовку нескольких поколений научных кадров (на каждом курсе на Отделении обучалось в среднем 25 человек). Можно перечислить по меньшей мере следующие общепризнанные достижения:

### Создание научной школы
Была создана уникальная творческая атмосфера, в которой преподаватели, студенты и аспиранты ощущали себя единомышленниками, строящими «новую лингвистику», ставящими и решающими самые разные задачи описания языков и создания теорий языка. На Отделении не было догматизма и авторитарности, часто свойственных высшему образованию в гуманитарной сфере. Критерием научности служила не апелляция к авторитетам, а рациональная аргументация; студентов ориентировали не на усвоение готовых знаний, а на поиск и решение проблем; самостоятельная научная работа студентов начиная со II—III курса считалась на Отделении нормой. В результате очень большой процент выпускников Отделения успешно продолжали научно-исследовательскую работу, защищали кандидатские и докторские диссертации. В Москве выпускники Отделения работают практически во всех областях, так или иначе связанных с теоретической и прикладной лингвистикой, образуя влиятельное и сплочённое научное сообщество; многие успешно работают и за рубежом.

### Олимпиады по лингвистике
Особую роль в жизни Отделения играли традиционные олимпиады для школьников по лингвистике и математике. Созданные по образцу математических олимпиад, они были основаны на жанре самодостаточных лингвистических задач, разработанном (с опорой на некоторые идеи американской дескриптивной лингвистики 1940—1950 гг.) А. А. Зализняком и одним из первых выпускников Отделения А. Н. Журинским. Самодостаточная лингвистическая задача представляет собой совокупность языковых данных (например, набор предложений на незнакомом языке), которую решающий должен был проанализировать, опираясь не на известные ему сведения, а только на умение логически рассуждать и сопоставлять факты. Сильным эстетическим эффектом таких задач была возможность самостоятельно перевести специально подобранные тексты, например, на японском или шумерском языках человеку, никогда прежде об этих языках не слышавшему. Предполагалось, что самодостаточные задачи в значительной степени моделируют именно деятельность лингвиста нового типа, ориентированного на точные методы, эксплицитность и формализацию описания: они требуют не столько эрудиции, сколько умения рассуждать и делать выводы. В действительности, конечно, лингвистические задачи были лишь очень упрощённой моделью деятельности лингвиста, но их эстетический и педагогический эффект оказался очень высок: многие будущие студенты захотели прийти на Отделение и заниматься лингвистикой именно после того, как побывали на олимпиадах и познакомились со столь необычными задачами. Призёры олимпиад всегда охотно принимались на Отделение, и многие из них впоследствии стали значительными лингвистами.

### Лингвистические экспедиции
Силами преподавателей и студентов Отделения была развёрнута масштабная работа по описанию и документации малоизученных языков народов России и бывшего СССР. Ежегодно организовывались лингвистические экспедиции в труднодоступные районы Сибири, Севера, Памира, Дагестана и др. места для полевой работы с носителями палеоазиатских, самодийских, финно-угорских, памирских, дагестанских, картвельских, абхазо-адыгских и др. языков (наиболее активно эту деятельность осуществляли А. Е. Кибрик и А. И. Кузнецова). В результате этой работы были созданы образцовые грамматические описания целого ряда языков, ранее почти не документированных — селькупского, алюторского, хиналугского, арчинского и др. Особое место в этом ряду занимает трёхтомная грамматика арчинского языка, написанная под руководством и при активном участии А. Е. Кибрика; многие лингвисты утверждали, что после её выхода в свет (1977 г.) маленький арчинский язык, на котором говорят жители одного аула в горном Дагестане, стал едва ли не самым полно описанным из «экзотических» языков земного шара. Помимо чисто научной и социально-культурной значимости таких экспедиций, они представляют собой очень мощное и нестандартное средство обучения студентов основам дескриптивной и теоретической лингвистики на практике. Опыт полевой работы с трудным и необычным материалом оказывается важнейшей школой для будущих профессиональных лингвистов. Не случайно среди выпускников Отделения так много специалистов по типологии и «экзотическим» языкам — тюркологов, уралистов, кавказоведов, африканистов, японистов, китаистов и др.: получив разностороннюю теоретическую и экспедиционную подготовку, выпускники Отделения впоследствии легко «справлялись» с любым языковым материалом.
В настоящее время экспедиционная деятельность активно продолжается — в ней участвуют студенты и преподаватели ОТиПЛ МГУ, Школы Лингвистики НИУ ВШЭ и ИЛ РГГУ (в том числе и в рамках совместных экспедиций). Это одно из самых плодотворных и жизнеспособных достижений Отделения.

### Известные выпускники
| - Городецкий, Борис Юрьевич (1965) - Кривнова, Ольга Фёдоровна (1965) - Журинский, Альфред Наумович (1966) - Раскин, Виктор Витальевич (1966) - Кнорина, Лидия Владимировна (1967) - Поливанова, Анна Константиновна (1967) - Алпатов, Владимир Михайлович (1968) - Нечаева, Людмила Тимофеевна (1968) - Перцов, Николай Викторович (1968) - Войскунский, Александр Евгеньевич (1969) - Дубнова, Елена Зиновьевна (1969) - Живов, Виктор Маркович (1969) - Крейдлин, Григорий Ефимович (1969) - Шелов, Сергей Дмитриевич (1969) - Негневицкая, Елена Иосифовна (1970) - Соколовская, Наталья Ксенофонтовна (1970) - Столбова, Ольга Валерьевна (1970) - Барулин, Александр Николаевич (1971) - Бокадорова, Наталья Юрьевна (1971) - Демьянков, Валерий Закиевич (1971) - Казакевич, Ольга Анатольевна (1971) - Крючкова, Татьяна Борисовна (1971) - Лунгин, Павел Семёнович (1971) - Муравьёва, Ирина Анатольевна (1971) - Пейрос, Илья Иосифович (1971) - Разлогова, Елена Эмильевна (1971) - Алексеев, Михаил Егорович (1972) - Богуславский, Игорь Михайлович (1972) - Богуславская, Ольга Юрьевна (1972) - Кобозева, Ирина Михайловна (1972) - Погибенко, Тамара Григорьевна (1972) - Саввина, Елена Николаевна (1972) - Хелимский, Евгений Арнольдович (1972) - Зарецкая, Елена Наумовна (1973) - Орёл, Владимир Эммануилович (1973) - Беликов, Владимир Иванович (1974) - Грушкина, Елена Владимировна (1974) - Липман, Мария Александровна (1974) - Ежов, Александр Степанович (1975) - Иоанесян, Евгения Рафаэловна (1975) - Подлесская, Вера Исааковна (1975) - Старостин, Сергей Анатольевич (1975) - Фёдорова, Людмила Львовна (1975) - Латышева, Алла Николаевна (1976) - Муравенко, Елена Владимировна (1976) - Янко, Татьяна Евгеньевна (1976) - Борисова, Елена Георгиевна (1977) - Новикова, Марина Вильгельмовна (1977) - Надеина, Татьяна Михайловна (1978) - Дмитровская, Марина Алексеевна (1978) - Фатеева, Наталья Александровна (1978) - Айхенвальд, Александра Юрьевна (1979) | - Бергельсон, Мира Борисовна (1979) - Копчевская-Тамм, Мария Николаевна (1979) - Петрова, Зоя Юрьевна (1979) - Протасова, Екатерина Юрьевна (1979) - Разлогова, Наталья Эмильевна (1979) - Шмелёв, Алексей Дмитриевич (1979) - Шмелёва, Елена Яковлевна (1979) - Базжина, Татьяна Вадимовна (1980) - Баранов, Анатолий Николаевич (1980) - Кронгауз, Максим Анисимович (1980) - Крылов, Сергей Александрович (1980) - Михеев, Михаил Юрьевич (1980) - Рахилина, Екатерина Владимировна (1980) - Тестелец, Яков Георгиевич (1980) - Галяшина, Елена Игоревна (1981) - Дыбо, Анна Владимировна (1981) - Егоров, Анатолий Михайлович (1981) - Зализняк, Анна Андреевна (1981) - Евграфова, Светлана Маратовна (1982) - Пирогова, Юлия Константиновна (1982) - Плунгян, Владимир Александрович (1982) - Поливанов, Константин Михайлович (1982) - Селезнёв, Михаил Георгиевич (1982) - Королёва, Марина Александровна (1983) - Мудрак, Олег Алексеевич (1983) - Дроздова, Ольга Евгеньевна (1984) - Кибрик, Андрей Александрович (1984) - Секерина, Ирина Алексеевна (1984) - Сумбатова, Нина Романовна (1985) - Ковальский, Максим Ильич (1986) - Куликов, Леонид Игоревич (1986) - Антонян, Ксения Владиславовна (1988) - Филипенко, Марина Витальевна (1987) - Богатырёва, Инна Ивановна (1988) - Рожанский, Фёдор Иванович (1988) - Фёдорова, Ольга Викторовна (1989) - Рудницкая, Елена Леонидовна (1990) - Бурлак, Светлана Анатольевна (1991) - Киселёва, Ксения Львовна (1991) - Крючкова, Татьяна Юрьевна (1991) - Иванова, Светлана Александровна (1992) - Казенин, Константин Игоревич (1993) - Татевосов, Сергей Георгиевич (1993) - Калинина, Елена Юрьевна (1995) - Лютикова, Екатерина Анатольевна (1995) - Бонч-Осмоловская, Анастасия Александровна (1998) - Иомдин, Борис Леонидович (1998) - Коряков, Юрий Борисович (1998) - Майсак, Тимур Анатольевич (1998) - Архипов, Александр Владимирович (2001) - Гращенков, Павел Валерьевич (2001) - Гусев, Алексей Владимирович (2005) |